# Fritz Dobisch
Fritz Dobisch (* 16. Februar 1890 in Merzingen; † 7. Juli 1941 im KZ Buchenwald) war ein deutscher Gewerkschaftsfunktionär und NS-Opfer.

## Leben
Dobisch absolvierte nach dem Ende seiner Schulzeit eine Lehre zum Schreiner in Nördlingen und war anschließend in diesem Beruf tätig. Am Ersten Weltkrieg nahm er von 1914 bis 1918 als Soldat des Deutschen Heeres teil. Nach Kriegsende zog er mit seiner Ehefrau Katharina Portz nach Bous. Dort gehörte er zu den Mitbegründern des Ortsvereins der SPD.
Ab 1919 war Dobisch in Luisenthal beim Verband der Fabrikarbeiter Deutschlands als Gewerkschaftssekretär tätig und wurde dort bereits 1920 Bezirksleiter. Er wurde 1928 zum Vorsitzenden des Allgemeinen Deutschen Gewerkschaftsbundes (ADGB) Saar gewählt und bekleidete dieses Amt bis 1935. Seine Leitungstätigkeit beim Fabrikarbeiterverband führte Dobisch weiter. Ab 1930 lebte er in Saarbrücken, wo er für die SPD dem Stadtrat angehörte. Nach der Machtübernahme der Nationalsozialisten im Deutschen Reich war Dobisch darum bemüht, den ADGB im Saargebiet von Auseinandersetzungen mit der NSDAP fernzuhalten. Im Zuge der Abstimmung im Saargebiet über dessen zukünftigen Status positionierte sich der saarländische ADGB auf seiner Konferenz in Saarbrücken am 16. Dezember 1934 für die Beibehaltung des Status quo.

„Wer für die Freiheit, wer für eine bessere Zukunft ist, der wähle am 13. Januar den Statusquo!“

Am 17. Februar 1935, zwei Wochen vor der Rückgliederung des Saargebiets an das Deutsche Reich, emigrierte Dobisch mit seiner Frau nach Luxemburg. Während des Zweiten Weltkrieges wurde Dobisch nach der Besetzung Luxemburgs durch die Wehrmacht von Angehörigen der Gestapo im Mai 1940 verhaftet. Danach war er in Trier und Düsseldorf inhaftiert und wurde Anfang Juli 1941 in das KZ Buchenwald überstellt, wo er am 7. Juli 1941 ermordet wurde. Als Todesursache wurde in einem Schreiben aus dem KZ Buchenwald offiziell „Gehirnerschütterung durch Unfall“ angegeben. Die Urne mit seinen sterblichen Überresten ist auf dem Friedhof in Bous beigesetzt.

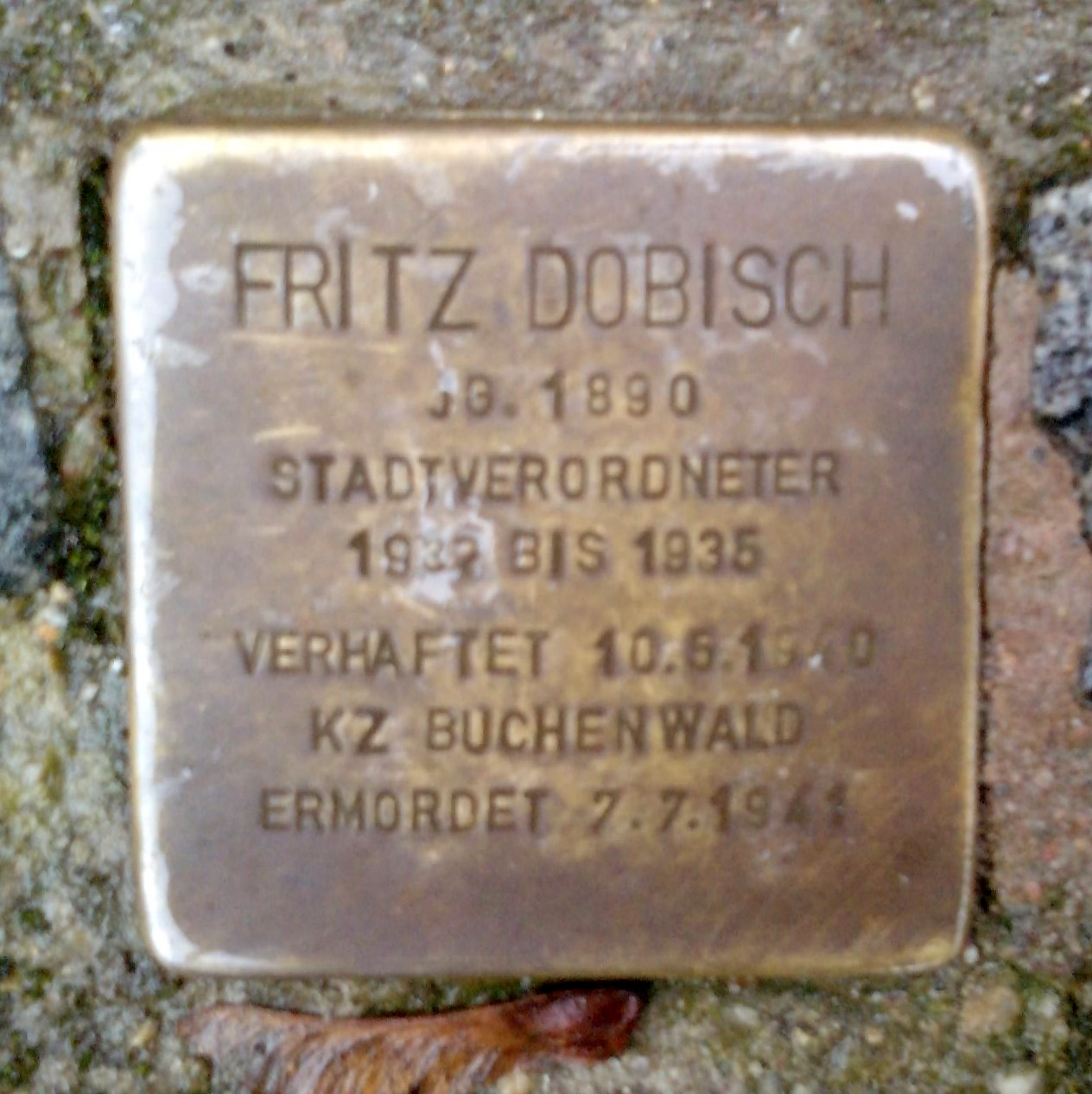
Stolperstein für Fritz Dobisch in Saarbrücken

## Ehrungen
- Nach Dobisch wurde in Saarbrücken die Fritz-Dobisch-Straße benannt.[1] An ihr haben die DGB-Region Saar und die Arbeitskammer des Saarlandes ihren Sitz.